# Саутворт (Вашингтон)
Саутворт (енгл. Southworth) насељено је место без административног статуса у америчкој савезној држави Вашингтон.

## Демографија
По попису из 2010. године број становника је 2.185.
| Група             | 2000.    | 2010.         |
| Белци             | 0 (0,0%) | 1.946 (89,1%) |
| Афроамериканци    | 0 (0,0%) | 11 (0,5%)     |
| Азијати           | 0 (0,0%) | 45 (2,1%)     |
| Хиспаноамериканци | 0 (0,0%) | 84 (3,8%)     |
| Укупно            | 0        | 2.185         |